# Centrale idroelettrica di Rusià
La centrale idroelettrica di Rusià è situata in Piemonte, nel comune di Ceres in provincia di Torino.

## Caratteristiche

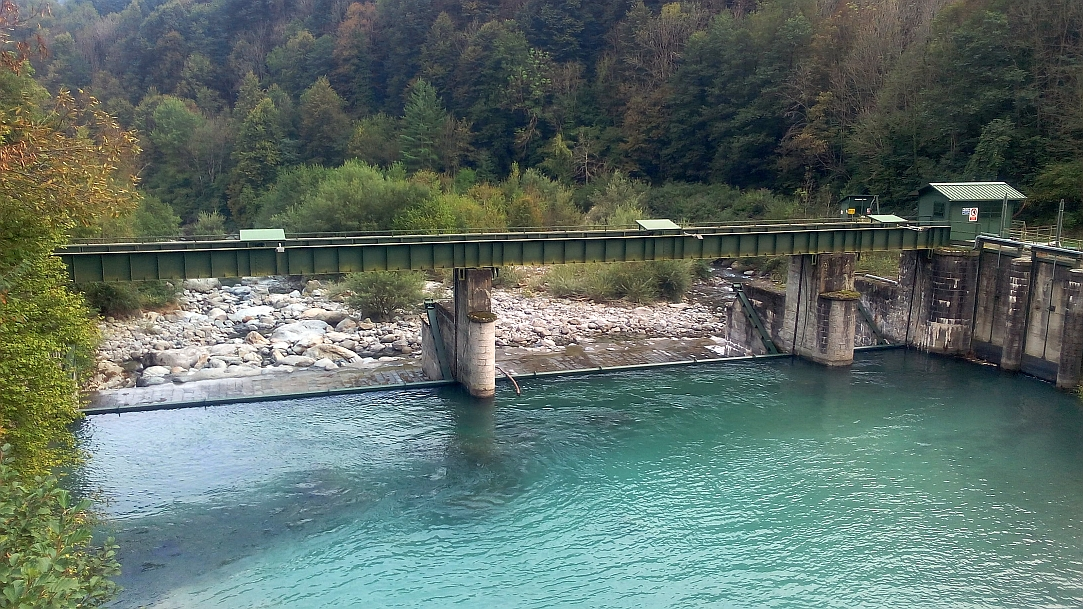
Il piccolo invaso a valle

La centrale è equipaggiata con un gruppo di tre turbine Francis ad asse orizzontale.